# Ordre de Saint-Charles (Colombie)
Pour les articles homonymes, voir Ordre de Saint-Charles.
L'ordre de Saint-Charles ((es) : Orden de San Carlos) est une distinction accordée par la Colombie. L'ordre a été fondé le 16 août 1954 pour honorer les citoyens colombiens et les civils et officiers militaires étrangers qui ont apporté une contribution exceptionnelle à la nation colombienne, en particulier dans le domaine des relations internationales. Les récipiendaires sont nommés par le président de la Colombie sur proposition du ministre des Affaires étrangères qui est le grand chancelier de l'ordre.
Il est organisé avec sept grades : 
- Collar (collier) : insigne du grand maître, le président de la république de Colombie.
- Gran Cruz con Placa de Oro (grand-croix avec plaque d'or) : insigne pouvant être accordé aux chefs d'États, ex-chefs d'État, président élus et cardinaux colombiens.
- Gran Cruz (grand-croix) : insigne pouvant être accordé aux ambassadeurs extraordinaires et plénipotentiaires, cardinaux, ministres d'État, maréchaux, généraux des forces armées, lieutenants généraux, amiraux, princes de maisons régnantes, diplomates colombiens et les autres Colombiens ou étrangers dont la catégorie équivaut à celles qui sont mentionnées.
- Gran Oficial (grand officier) : insigne pouvant être accordé aux ambassadeurs extraordinaires, aux envoyés extraordinaires, aux présidents des organes parlementaires et de cours suprêmes de justice, aux archevêques, aux majors et brigadiers généraux, vice et contre-amiraux, sous-secrétaires d’État, ministres résidents, fonctionnaires diplomatiques colombiens et autres personnalités de catégorie équivalente.
- Comendador (commandeur) : insigne pouvant être accordé aux ministres plénipotentiaires, aux chargés d'affaires, aux ministres conseillers, conseillers, membres des organes parlementaires et des cours suprêmes de justice, évêques, colonels, lieutenants-colonels, majors, capitaines de vaisseaux, frégates ou corvettes et assimilés à ces grades, de même qu'aux fonctionnaires diplomatiques colombiens et autres personnalités de catégorie équivalente.
- Oficial (officier) : Insigne pouvant être accordé aux premiers secrétaires, consuls généraux, capitaines et lieutenants de navires, membres éminents de hautes institutions, comme à des diplomates colombiens et autres personnalités colombiennes ou étrangères qui se sont distingués pour leurs services et qui sont assimilables à ces catégories.
- Caballero (chevalier) : insigne pouvant être accordé aux deuxièmes et troisièmes secrétaires, attachés civils, commerciaux, culturels et autres, aux consuls et vice-consuls, aux lieutenants et sous-lieutenants, aux fonctionnaires du ministère des Affaires étrangères colombiens et aux autres Colombiens ou étrangers de catégorie équivalente.